# Cordillera de los Guacamayos
La Cordillera de los Guacamayos se encuentra a 15 minutos del poblado de Cosanga en el camino hacia Tena.  Tiene un sendero para observación de aves que empieza a los 2800 metros y baja hasta los 1900 metros.  Esta cordillera es parte del Parque nacional Antisana y puede ser muy productiva con bandadas mixtas que llegan a esta cordillera en busca de alimento. Esta es la última cadena montañosa antes de bajar a las bajuras del noreste de Ecuador, y también es vecina del Parque nacional Sumaco Napo-Galeras hacia el norte. Esta zona forma un corredor biológico entre el Parque nacional Sumaco y la Reserva Antisana.
Esta área con mucha biodiversidad es el hogar para el tucán andino piquinegro, el motmot montañero, frutero verdinegro, el soterrey montés pechiblanco, y muchas otras aves de esta región.